# Seznam představitelů Starého Města pražského
Post nejvyššího představitele Starého Města pražského vystřídal hned několik pojmenování. Od roku 1350 byla rada Starého Města pražského tvořena 18 konšely (radními), z nichž postupně 12 zastávalo po dobu čtyř týdnů purkmistrovský úřad. Od roku 1537 se purkmistr, který v prvním funkčním období otevíral a v posledním funkčním období uzavíral městské počty, nazýval primas, od roku 1558 též primátor. V letech 1622–1630 byla funkce primátora a purkmistra dočasně sloučena, poté se konšelé v purkmistrovském úřadě opět střídali, v roce 1729 pak bylo obnovování městské rady zrušeno a primátorská hodnost se stala doživotní.
V roce 1784 pak vzniklo Královské hlavní město Praha spojením do té doby samostatných měst Starého Města, Nového Města pražského, Malá Strany, Hradčan a Vyšehradu.
Primasy a primátory Starého Města byli:
1. Václav Jaroš z Kapí Hory, 1537–1542
2. Šimon z Tišnova, 1542–1543
3. Jakub Fikar z Vratu, 1543–1547
4. Duchek Chmelíř ze Semechova, 1547–1554
5. Jan Chochol ze Semechova, 1554–1555
6. Jan Medař, 1555–1557
7. Pavel Žípanský z Dražice, 1558–1560
8. Jan Bartošek z Dražice, 1560–1562
9. Pavel Žípanský z Dražice, 1562–1563
10. Izaiáš kožešník, jinak Zachariáš od Rajských jablek, 1563–1565
11. Pavel Kapr z Kaprštejna, 1565–1567
12. Jan Bartošek z Dražice, 1567–1571
13. Jiřík Žamberský, 1571–1573
14. Jan Bartošek z Dražice, 1574–1579
15. Izaiáš kožešník, jinak Zachariáš od Rajských jablek, 1579–1581
16. Jan Bartošek z Dražice, 1581–1584
17. Václav Krocín starší z Drahobejle, 1584–1605
18. Ludvík Šlejfíř od Tří hmoždířů, 1606–1608
19. Jiřík Heidelius z Raznštejna, 1608–1609
(úřad 2 roky neobsazen)
20. Jan Kirchmajer z Rejchvic, 1611–1622
21. Kašpar Loselius z Velechova, 1622–1631 (funkce primátora a purkmistra dočasně sloučeny[1])
22. František Cortesi z Peregrinu, 1631–1634
23. Václav Voříkovský z Kundratic, 1634–1635
24. Jindřich Václav Řečický, 1635–1639
25. Jakub Dobřenský z Nigropontu, 1639–1643
26. Mikuláš František Turek z Rozntálu a ze Šturmfeldu, 1643–1672
27. Karel Felix Šustr z Goldburgu, 1672–1677
28. JUDr. Matyáš Maxmilián Mach z Löwenmachtu, 1678–1680
29. Jan Severýn Dyryx z Bruk a z Rottenbergu (alternativní psaní Dirix, z Brucku), 1680–1684
30. Jan Jiří Reismann z Riesenberku, 1684–1694
31. Jan Fridrich Sachs, 1694–1698
32. Jan Maxmilián Čečelický z Rosenwaldu, 1698–1699
33. Bohuslav Jan Voříkovský z Kundratic, 1700–1723
34. Jan Kašpar Prandt, 1723–1742 (od roku 1729 byla primátorská funkce doživotní[1])
(úřad delší dobu neobsazen)
35. Jan Václav Vejvoda ze Stromberka, 1745–1757
36. Jan Václav Blažej Friedrich z Friedenberka, 1757–1783